# Snookerweltmeisterschaft 1934
Die Snookerweltmeisterschaft fand 1934 in der Lounge Billiard Hall in Nottingham, England statt.
Sieger wurde, zum achten Mal in Folge, Joe Davis. Gespielt wurde, zum dritten und letzten Mal, im Hinterzimmer des Pubs, der dem Snookerspieler Tom Dennis gehörte. Hier fanden schon die Finals der Weltmeisterschaften 1929 und 1931 statt, bei denen Dennis immer gegen Davis unterlag. An diesem Turnier nahm er selbst jedoch nicht teil.

## Hauptrunde
|  | Finale Best of 49 Frames |    |
|  |                          |    |
|  |                          |    |
|  | Joe Davis                | 25 |
|  | Tom Newman               | 23 |